# Баличева Наталія Федорівна
Наталія Федорівна Баличева — українська військовослужбовиця, головна сержантка Збройних сил України, учасниця російсько-української війни, що відзначилася у ході російського вторгнення в Україну в 2022 році.

## Нагороди
- Орден княгині Ольги III ступеня (2022) — за особисту мужність і самовіддані дії, виявлені у захисті державного суверенітету та територіальної цілісності України, вірність військовій присязі[1].